# Nana Visitor
Nana Visitor, właśc. Nana Tucker (ur. 26 lipca 1957 w Nowym Jorku) – amerykańska aktorka, najbardziej rozpoznawalna z roli Kiry Nerys w serialu telewizyjnym Star Trek: Stacja kosmiczna oraz Jean Rittel w serialu Rączy Wildfire.

## Życiorys

### Wczesne lata
Nana Tucker urodziła się 26 lipca 1957 roku w Nowym Jorku. Jest córką choreografa Roberta Tuckera oraz instruktorki baletu Nenette Charisse, a także siostrzenicą aktorki i tancerki Cyd Charisse. Ma brata Iana i siostrę Zan, którzy także są aktorami.

### Kariera
Karierę aktorską rozpoczęła w latach siedemdziesiątych występując w produkcjach broadwayowskich, takich jak My One and Only. Na dużym ekranie (używając jeszcze swojego prawdziwego nazwiska - Nana Tucker) zadebiutowała mało znaczącą rolą w horrorze Michaela Winnera pt. Braterstwo strażników ciemności z 1977 roku. Do początkowej działalności telewizyjnej Visitor należały: krótkotrwały sitcom Ivan the Terrible z 1976 roku oraz trzy opery mydlane z lat od 1978 do 1982: Ryan’s Hope, The Doctors i One Life to Live. Pseudonimu scenicznego „Nana Visitor” zaczęła używać we wczesnych latach osiemdziesiątych.
W 1984 roku pojawiła się w drugim sezonie serialu Detektyw Hunter, a rok później wystąpiła w serialu telewizyjnym MacGyver (odcinek pierwszego sezonu pt. „Hellfire” jako Laura Farren, oraz odcinek drugiego sezonu pt. „DOA: MacGyver” jako Carol Varnay). Także w 1985 zagrała w czwartym sezonie serialu Remington Steele, w odcinku pt. „Steele Blushing”. W 1986 roku pojawiła się w „Hills of Fire” – odcinku czwartego sezonu serialu Nieustraszony, jak i w trzecim sezonie Autostrada do nieba w odcinkach „Love at Second Sight” i „Love and Marriage, Part II” jako Margaret Swann.
W 1988 wystąpiła gościnnie w sitcomie Night Court jako pacjentka szpitala psychiatrycznego posiadająca obsesję na punkcie filmów, oraz w serialu telewizyjnym In the Heat of the Night, jako właścicielka wydawnictwa Sparta. Inną z jej gościnnych ról tego roku było pojawienie się w jednym z odcinków serialu Matlock. W 1989 Visitor przyjęła kolejne gościnne występy, tym razem w piątym odcinku serialu telewizyjnego Doogie Howser, M.D. jako Charmagne - gwiazda rocka, której wycięto guzek gardła w szpitalu Doogie’s, oraz jako czarująca dziewczyna Milesa Drentell’a w „Success” – odcinku drugiego sezonu serialu Thirstysomething wyemitowanego w 1989 roku.
W 1990 roku, wspólnie z Sandrą Bullock, Nana Visitor zagrała jedną z głównych ról w krótkim sitcomie Pracująca dziewczyna, opartym na filmie fabularnym o tym samym tytule.
Rolą, która przyniosła jej największą popularność była kreacja major (później awansowanej do stopnia pułkownika) Kiry Nerys – byłej bojowniczki i terrorystki z planety Bajor, walczącej z okupującymi jej planetę Kardasjanami (serial Star Trek: Stacja kosmiczna emitowany w latach 1993–1999). Po okupacji została mianowana pierwszym oficerem tytułowej stacji kosmicznej zbudowanej przez Kardasjan i przekazanej pod zarząd Gwiezdnej Flocie.
Po zakończeniu produkcji serialu Star Trek: DS9 Visitor odegrała rolę złoczyńcy, dr Elizabeth Renfro w serialu telewizyjnym Cień anioła. Następnie wystąpiła w roli Roxie Hart zarówno w koncertowych, jak i broadwayowskich występach musicalu Chicago. W tym czasie została obsadzona jako Jean Ritter w serialu ABC Family Rączy Wildfire, którego premiera odbyła się 20 czerwca 2005 roku.
W 2008 roku wcieliła się w postać Emily Kowalski, umierającej na raka pacjentki w „Faith” – odcinku czwartego sezonu serialu Battlestar Galactica. Odegrała także niewielką rolę wcielając się w postać psychopatycznej Pameli Voorhees w filmie Piątek trzynastego z 2009 roku.
Ponadto użyczyła głosu w kilku gościnnych występach w sitcomie Głowa rodziny, jak na przykład postaci Rity w odcinku „Brian’s Got a Brand New Bag” oraz jako głos Enterprise w odcinku  „Extra Large Medium”. W 2011 roku odegrała także niewielką rolę agentki nieruchomości w horrorze The Resident. Wystąpiła również w serialu Torchwood: Miracle Day w odcinku siódmym ( „Immortal Sins”) i w ósmym ( „End of the Road”). W 2012 zagrała dr Patty Barker, psią terapeutkę w „An Embarrassment of Bitches” – odcinku czwartego sezonu Castle.

## Życie prywatne
Do 1994 była zamężna z Nickiem Miscusi, mają syna Bustera. Spotykała się ze swoim kolegą z planu Star Trek: Stacja kosmiczna, Alexandrem Siddigiem – ślub wzięli w czerwcu 1997 roku, a rozwiedli się w kwietniu 2001 roku. Owocem związku jest syn, a ciąża Nany Visitor została przemycona do serialu i uzasadniona fabularnie (jej bohaterka jest w ciąży od odcinka czwartego sezonu pt. „Body Parts”). Syna Django urodziła 16 września 1996 w trakcie realizacji odcinka „The Assignment”, choć postać Kiry pozostawała w ciąży aż do jednego z odcinków piątego sezonu („The Begotten”). W 2002 roku zaręczyła się z aktorem Matthew Rimmerem, pobrali się w kwietniu 2003 roku.
Visitor oraz jej koleżanka z planu serialu Star Trek: Stacja kosmiczna – Terry Farrell zostały uhonorowane w 2001 roku, kiedy William Kwong Yu Yeung nazwał dwa niewielkie obiekty Układu Słonecznego ich nazwiskami – asteroidę 26733 Nanavisitor oraz asteroidę 26734 Terryfarrell.

## Filmografia
| Filmy |                   |                    |                          |                |
| Rok   | Tytuł oryginalny  | Tytuł polski       | Rola                     | Uwagi          |
| 1977  | The Sentinel      | –                  | dziewczyna na końcu      | debiut filmowy |
| 2008  | Babysitter Wanted | –                  | Linda                    |                |
| 2008  | Swing Vote        | Najważniejszy głos | Galena Greenleaf         |                |
| 2009  | Friday the 13th   | Piątek 13-go       | Pamela Voorhees          |                |
| 2011  | The Resident      | Rezydent           | agentka nieruchomości    |                |
| 2015  | A Rising Tide     | Huragan zmian      | Eva                      |                |
| 2015  | Ted 2             | Ted 2              | agentka adopcyjna        |                |
| 2018  | A Bread Factory   | –                  | Elsa                     |                |
| 2018  | Killer in Law     | –                  | babcia Yvonne Hutcherson |                |
| 2020  | Unbelievable!!!!! | –                  | dr Samantha Stamen       |                |

| Telewizja |                                |                                   |                                                                                |                                             |
| Rok       | Tytuł oryginalny               | Tytuł polski                      | Rola                                                                           | Uwagi                                       |
| 1976      | Ivan the Terrible              | –                                 | Svetlana Petrovsky                                                             | 5 odcinków                                  |
| 1978–1979 | Ryan’s Hope                    | –                                 | Nancy Feldman                                                                  | nieznane odcinki                            |
| 1980–1981 | The Doctors                    | –                                 | Darcy Collins                                                                  | nieznane odcinki                            |
| 1982      | One Life to Live               | Tylko jedno życie                 | Georgina Whitman                                                               | nieznane odcinki                            |
| 1985      | Hunter                         | Detektyw Hunter                   | Amy Laurton                                                                    | odcinek: „The Biggest Man In Town”          |
| 1985      | MacGyver                       | MacGyver                          | Laura Farren                                                                   | odcinek: „Hellfire”                         |
| 1985      | Remington Steele               | Detektyw Remington Steele         | Eileen Fitzgerald                                                              | odcinek: „Steele Blushing”                  |
| 1986      | Knight Power                   | Nieustraszony                     | Lieutenant Ladd (voice)                                                        | odcinek: „Trouble in Tokyo”                 |
| 1986      | Alfred Hitchcock Presents      | –                                 | Doris                                                                          | odcinek: „Happy Birthday”                   |
| 1986      | Highway to Heaven              | Autostrada do nieba               | Margaret Swann                                                                 | 2 odcinki                                   |
| 1987      | Ohara                          | –                                 | Laura                                                                          | odcinek: „Laura”                            |
| 1987      | MacGyver                       | MacGyver                          | Carol Varnay                                                                   | odcinek: „D.O.A.: MacGyver”                 |
| 1987      | Matlock                        | –                                 | Vanessa Douglas                                                                | odcinek: „The Best Friend”                  |
| 1987      | The Colbys                     | Dynastia Colbych                  | Georgina Sinclair                                                              | 4 odcinki                                   |
| 1987      | Scarecrow and Mrs. King        | –                                 | Felicia McMasters                                                              | odcinek: „Do You Take This Spy?”            |
| 1988      | Night Court                    | –                                 | pani Sanders                                                                   | odcinek: „Educating Rhoda”                  |
| 1988      | In the Heat of the Night       | Gorączka nocy                     | Evie                                                                           | odcinek: „Fate”                             |
| 1989      | Matlock                        | –                                 | Erin Whitley / Shannon Blackwell                                               | odcinek: „The Other Woman”                  |
| 1989      | Doogie Howser, M.D.            | Doogie Howser, lekarz medycyny    | Charmagne                                                                      | odcinek: „The Short Goodbye”                |
| 1990      | Working Girl                   | Pracująca dziewczyna              | Bryn Newhouse                                                                  |                                             |
| 1990      | Murder, She Wrote              | Napisała: Morderstwo              | Marcia McPhee                                                                  | odcinek: „See You in Court, Baby”           |
| 1993      | Matlock                        | –                                 | dr Clara Farmington                                                            | odcinek: „The Divorce”                      |
| 1993–1999 | Star Trek: Deep Space Nine     | Star Trek: Stacja kosmiczna       | Kira Nerys                                                                     | 174 odcinki                                 |
| 1998      | The Outer Limits               | Po tamtej stronie                 | Cecilia Fairman                                                                | odcinek: „In Our Own Image”                 |
| 2001      | Dark Angel                     | Cień anioła                       | Elizabeth Renfro                                                               | 6 odcinków                                  |
| 2003      | Frasier                        | –                                 | Sharon                                                                         | odcinek: „Daphne Does Dinner”               |
| 2004      | CSI: Crime Scene Investigation | CSI: Kryminalne zagadki Las Vegas | Mrs. Katz                                                                      | odcinek: „Mea Culpa”                        |
| 2004      | According to Jim               | Jim wie lepiej                    | Veronica                                                                       | odcinek: „Who’s the Boss?”                  |
| 2005–2008 | Wildfire                       | Rączy Wildfire                    | Jean Ritter                                                                    | nieznane odcinki                            |
| 2008      | Battlestar Galactica           | –                                 | Emily Kowalski                                                                 | odcinek: „Faith”                            |
| 2009–2014 | Family Guy                     | Głowa rodziny                     | Rita / kobieta w restauracji / Nancy Pelosi / mama Justina / mama Kate (głosy) | 12 odcinków                                 |
| 2011      | Torchwood: Miracle Day         | –                                 | Olivia Colasanto                                                               | odcinki: „Immortal Sins”, „End of the Road” |
| 2011      | Grimm                          | –                                 | Melissa Wincroft                                                               | odcinek: „Beeware”                          |
| 2012      | Castle                         | –                                 | dr Patty Barker                                                                |                                             |
| 2017      | Dynasty                        | Dynastia                          | Diana Davis                                                                    |                                             |
| 2019      | Killer in Law                  | –                                 | Yvonne Hutcherson                                                              |                                             |

| Występy sceniczne |                  |              |            |          |
| Rok               | Tytuł oryginalny | Tytuł polski | Rola       | Uwagi    |
| 1983              | My One and Only  | –            | Flounder   | Broadway |
| 2001              | Chicago          | –            | Roxie Hart | Broadway |

| Gry wideo |                                         |              |            |       |
| Rok       | Tytuł oryginalny                        | Tytuł polski | Rola       | Uwagi |
| 1996      | Star Trek: Deep Space Nine – Harbinger  | –            | Kira Nerys |       |
| 2000      | Star Trek: Deep Space Nine – The Fallen | –            | Kira Nerys |       |
| 2018      | Star Trek Online – Victory is Life      | –            | Kira Nerys |       |

| Produkcje internetowe |                  |              |      |                   |
| Rok                   | Tytuł oryginalny | Tytuł polski | Rola | Uwagi             |
| 2016                  | Full Out         | –            | Xan  | wyróżniona obsada |

Źródła: IMDb, filmreference.